# Zephyr (操作系统)
Zephyr是一个小型的实时操作系统，用于资源受限的嵌入式互聯设备（主要是微控制器），支持多种架构，使用Apache许可证 2.0发行。它有一个BSD许可证的仿品出现在来自Intel的Arduino 101软件资源包中。

## 历史
Zephyr最初是风河系统公司在2015年11月推出的为物联网（IoT）设备开发的“Rocket内核”，更早时称为“Microkernel Profile for VxWorks”，代码移植于2001年并购Eonic Systems得来的Virtuoso DSP RTOS。在2016年2月，它成为Linux基金会的项目而改称现名。

## 简介
Zephyr内核是小型的并设计用于资源受限的系统，预期目标是用于从简单的嵌入式环境传感器和LED可穿戴技术，到复杂的智能手表和IoT无线网关。Zephyr的建造系统支持Zephyr SDK之外的第三方工具链。Zephyr计划设立了专门机制来维护或改进安全性。
Zephyr计划的成员和支持者包括：Intel、Linaro、NXP半导体、Nordic半导体 ，和Synopsys、 runtime.io 、DeviceTone、Oticon等。

## 特征
Zephyr内核提供了如下一些特征：内存保护，内核服务，高可配置性，编译时确定资源。

### 内存保护
实现可配置的特定于架构的栈溢出保护，内核对象及设备驱动程序许可权追踪，和线程隔离，采用了在x86、ARC和ARM架构上的线程级别内存保护、用户空间和内存域。
对于没有MMU/MPU的平台和内存受限的设备，支持把特定应用的代码和一个定制内核组合起来建立一个单体映像，它被装载并执行于系统硬件之上。应用代码和内核代码二者都执行在一个共享的单地址空间中。

### 内核服务
内核为应用开发提供了一些熟悉的服务，包括：
1. 多线程服务，兼具基于优先级的、非抢先式的协同线程和基于优先级的、抢先式线程，带有可选的轮流式时间片。包括POSIX pthread兼容API支持。
2. 中断服务，兼具编译时和运行时的中断处理器注册。
3. 线程间同步服务，具有二值信号量、计数信号量、互斥信号量。
4. 线程间数据传递服务，具有基本消息队列、增强消息队列和字节流。
5. 内存分配服务，具有固定大小或可变大小内存块的动态分配和释放。
6. 电能管理服务，具有比如无时标空闲和高级的空闲下部构造。

### 高可配置性
允许应用只合并入它需要的功能，并指定它们的数量和大小。

### 编译时确定资源
要求所有系统资源都在编译时确定，这缩减代码大小并增进性能。

## 引用
1. 1 2  Zephyr Project: The Linux Foundation Announces Project to Build Real-Time Operating System for Internet of Things Devices （页面存档备份，存于）, Linux Foundation, 17 February 2016
2. ↑  . 2025年3月7日  [2025年3月31日].
3. ↑  . LinuxGizmos.com. 2016-02-17  [2018-02-23]. （原始内容存档于2022-02-04） （美国英语）.
4. ↑  .   [2018-03-30]. （原始内容存档于2016-03-07）.
5. ↑  . windriver.com.   [2018-02-23]. （原始内容存档于2016-07-16） （英语）.
6. ↑  . www.eejournal.com.   [2018-02-23]. （原始内容存档于2016-10-28） （美国英语）.
7. ↑  Niheer Patel: Wind River Welcomes Linux Foundation’s Zephyr Project （页面存档备份，存于）, Wind River Systems, 17 February 2016
8. ↑  .   [2018-12-02]. （原始内容存档于2018-12-02）.
9. ↑  Guerrini, Federico. . Forbes. 2016-02-19  [2017-01-12]. （原始内容存档于2022-02-24）.
10. ↑  .   [2018-11-30]. （原始内容存档于2021-09-29）.
11. ↑  .   [2018-12-01]. （原始内容存档于2022-03-29）.
12. ↑  .   [2018-03-30]. （原始内容存档于2022-04-01）.
13. ↑  .   [2018-12-01]. （原始内容存档于2020-10-22）.